# Alí ibn Àhmad
Alí ibn Àhmad (àrab: علي بن أحمد, ʿAlī ibn Aḥmad) fou emir de Creta del 943 al 949. Va succeir al seu germà Xuayb ibn Àhmad vers el 943. El 949 l'emperador romà d'Orient, cansat de les depredacions dels musulmans cretencs, va decidir organitzar una expedició però les tropes desembarcades foren sorpreses i massacrades. El 949 el va succeir el seu nebot Abd-al-Aziz ibn Xuayb.